# 제미니 계획

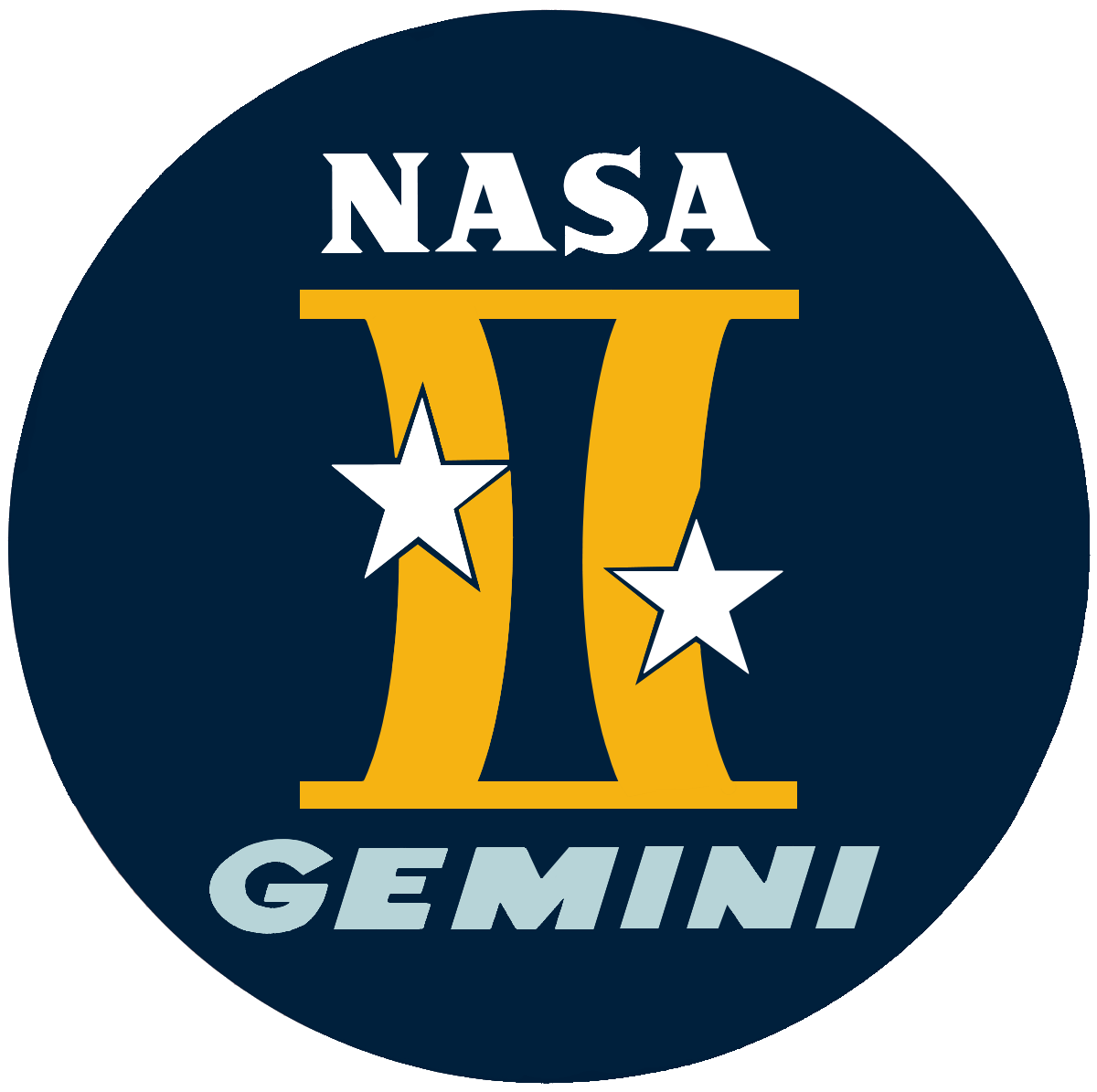
제미니 계획 표장

제미니 계획(영어: Project Gemini)은 1966년까지 미국 항공우주국에 의해 이루어진 미국의 2번째 유인 우주 비행 계획이다. 라틴어로 '쌍둥이'라는 뜻의 제미니 계획은 첫 유인 우주 비행 계획인 머큐리 계획이 끝나고 아폴로 계획이 아직 계획 단계에 머물러 있을때인 1961년부터 1966년까지 진행되었다. 제미니 우주선은 2인승 유인 우주선이다. 10명의 제미니 승무원과 16명의 우주인들이 1965년부터 1966년까지 지구 저궤도 임무를 수행하였다.
제미니 계획은 우주 공간을 자유로이 비행할 수 있는 우주비행사의 양성과 비행기술의 발전을 목적으로 하고, 달에 착륙하여 행동을 하기 위하여 필요한 전반적인 기본기술을 개발·습득하기 위한 계획이다. 무중량 상태에 있어서 장기간의 우주비행과 랑데부 ·도킹, 우주공간에서의 작업을 중심으로 진행되었다. 이를 통해 미국은 달까지의 왕복 비행에 걸리는 시간인 8일보다 긴 14일간 우주 임무를 문제없이 지속하고, 힘들이지 않고 선외활동을 하는것을 보이고, 다른 우주선과 랑데부 하고 도킹 하는 섬세한 우주선 운용을 보임으로써 우주경쟁 초기에 소련이 우세를 점한 우주 비행 기술을 미국이 따라잡고 뛰어넘었음을 증명하였다.
모든 제미니 우주선의 발사는 플로디아에 있는 케이프커내버럴 미 공군 기지의 19번 발사대에서 진행되었다. 우주선의 발사체는 제미니-타이탄 II로 대륙간탄도미사일을 개량한 것이다. 제미니는 비행 관제에 새로 지어진 임무관제센터와 휴스턴 유인 우주선 센터를 이용한 최초의 임무다.
제미니 계획에 참여한 우주인 팀은 "머큐리 세븐", "더 뉴 나인", 그리고 "더 포틴"을 포함한다. 제미니 계획이 종료될때까지 제미니 9호의 예정 승무원 2명을 포함해 3명의 우주인들이 훈련중 추락 사고로 사망했다. 제미니 9호는 예비 팀이 탑승해 임무를 진행했다.
미공군이 제미니 계획을 이용한 유인 궤도 연구소의 건설을 계획했지만 이후 취소되었다. 제미니의 수석 디자이너인 짐 챔벌린은 1961년 후반의 달 궤도 공전 및 달 착륙 임무를 구체적으로 계획했다. 그는 제미니가 아폴로보다 먼저, 그리고 더욱 저렴하게 달 임무를 진행할 수 있다고 믿었다. 나사 지도부는 이 계획을 승인하지 않았다. 1969년이는 루카스 빙햄이 아폴로 응용 프로젝트에서 (AAP) 계획된 우주정거장에 12명의 우주인을 수송할 수 있는 우주선인 "빅 제미니"의 건설을 제안했다. AAP의 유일한 결과물은 스카이랩인데 이는 본래 존재하는 우주선과 하드웨어를 사용해 빅 제미니의 필요성이 없어졌다.

## 제미니 계획의 목적
우주선의 궤도 비행과 회수 기술, 생명 유지 기술의 실용화를 목적으로 한 머큐리 계획에 비해, 달 착륙을 명확한 목표에 둔 우주 개발 계획의 일부인 제미니 계획은, 2인승 우주선을 이용하고, 한층 더 장기간의 비행이나, 우주 공간에서의 우주선끼리의 도킹이나 분리, 2기의 우주선을 도킹한 채로의 자세 제어 등, 아폴로 계획으로 필요한 기술의 실용화를 목표로 하고 있었다. 미국 항공우주국(NASA)이 설정한 계획의 목표는 다음과 같다.
- 인간과 기기를 2주간에 이르는 기간의 우주비행에 노출시키는 것.
- 우주선끼리의 랑데부와 도킹, 도킹 상대의 추진 장치에 의한 자세 제어를 실시하는 것.
- 대기권 돌입과 미리 선택된 지점에 착수하는 방법의 완성.

## 제미니 우주선과 로켓
제미니 우주선은, 전체 길이 5.8 m, 직경 3 m, 질량 3,810 kg의 원추형 캡슐로, 머큐리 우주선을 2인승으로 확대한 것이다. 선내의 넓이는, 보통 승용차의 운전석과 조수석 정도이다. 1965년 12월 4일 발사된 제미니 7호에서는, 프랭크 보먼 선장과 짐 러벨 비행사가 이 캡슐 안에서 약 2주간 생활했다.
발사에는 타이탄 II 로켓을 이용했다.

## 본격적인 발사
제미니 1호는 1964년 4월 8일 발사되어 무인으로 탄도비행을 하고, 역시 무인의 제미니 2호는 대기권 재돌입과 회수를 시도하였다.
1965년 3월 23일 발사된 제미니 3호는 미국 최초의 2인승 유인우주비행이었다. 1965년 6월 3일에 발사된 제미니 4호에 탑승한 E.H.화이트가 23분간 미국 최초로 우주 유영을 하였으며 이때 우주총을 사용하였다
제미니 6A호는 발사 5시간 47분 후 태평양 위에서 제미니 7호와 랑데부하였다. 제미니 7호는 지구를 13일 18시간 35분 동안 돌아 장시간의 우주비행 기록을 수립하였다.
제미니 8호는 발사 100분 전에 발사된 아제나 위성(무인)과의 랑데부 및 도킹에 최초로 성공하였다. 그러나 자세 제어용 제트장치의 고장으로 26분 후에 아제나 위성을 떼어 버리고 오키나와 동쪽 800 km의 태평양 상에 긴급 착수하였다.
제미니 9A호는 아제나 위성과 3회에 걸쳐 랑데부하였으나 위성의 보호 커버가 벗겨지지 않았기 때문에 도킹을 취소하고, E.A.서넌 비행사가 2시간 8분의 우주유영을 하였다. 그러나 헬멧이 흐려져 선외조종장치의 실험은 취소하였다.
제미니 10호는 아제나 10호와 도킹한 채 아제나 10호의 로켓을 이용하여 궤도를 764 km 높이로 올려 아제나 8호와도 랑데부하였다. M.콜린스 비행사는 우주총을 사용하여 우주유영을 하고 아제나 8호로부터 우주진(宇宙塵) 실험장치를 회수하였다. 이와 같이 제미니 10호에 의하여 제미니 계획의 기술은 확립되었다.
제미니 11호는 1주째에 아제나 11호와 도킹하고, R.F.고든 비행사는 44분간 우주유영을 하고 아제나 11호와 제미니 11호를 로프로 연결하였다. 아제나 11호의 로켓을 분사시켜 고도 1,367 km까지 상승하는 기록을 세웠으며, 아제나 11호를 로프로 끌어당겨 회전시켜 인공 중력을 만드는 실험에 성공하였다.
제미니 12호는 발사 98분 반 전에 발사된 아제나 12호와 도킹한 후 궤도를 740 km까지 올린 다음, 300 km의 진원형(眞圓形)으로 회복시켰다. E.E.올드린 비행사는 모두 5시간 반 동안 우주유영을 하였다.
12호로 이 계획은 종료되었다.
제미니 계획은 달 여행에 필요한 8일간의 무중력비행, 임기응변한 조종, 판단과 결단력 등의 조건에 충분한 성과를 거두고, 1967년 아폴로 계획으로 이어진다.

## 제미니 계획으로 발사된 우주선

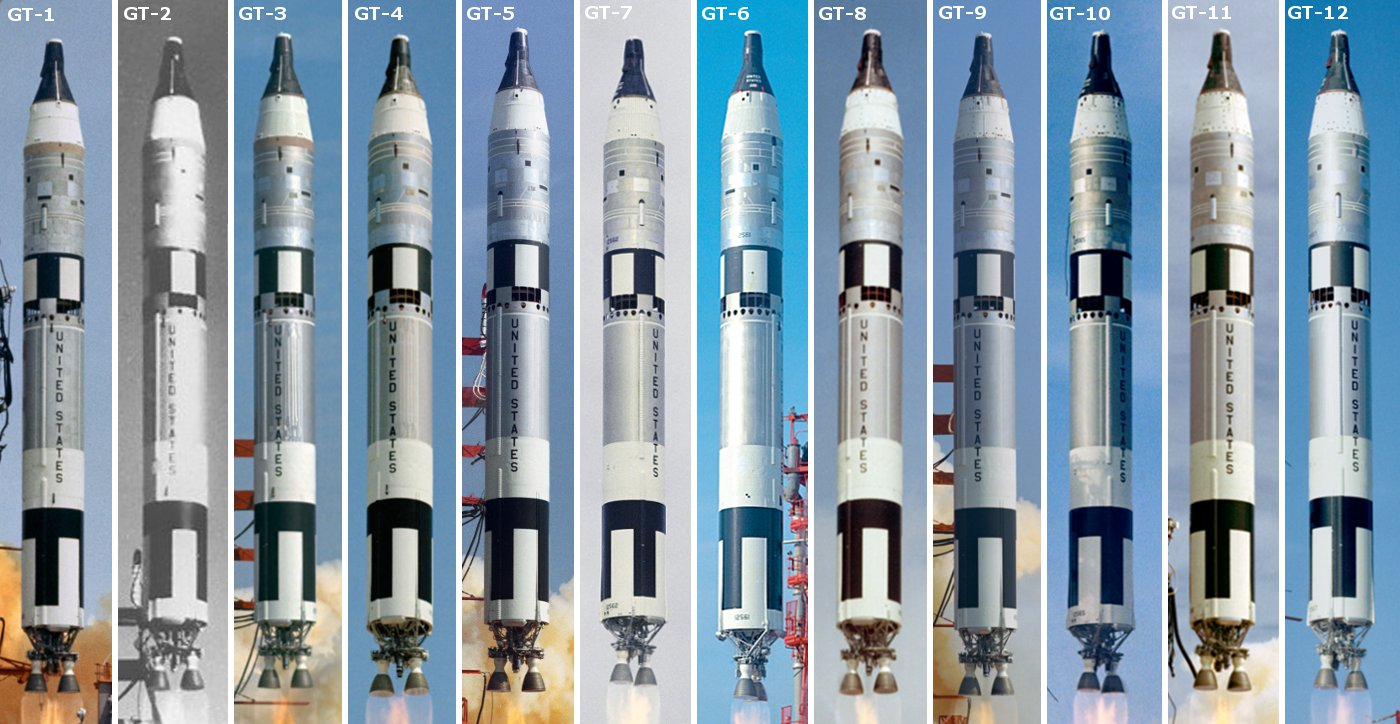
제미니 1호부터 12호까지의 발사 장면

- [무인] 1964년 4월 8일 제미니 1호 - 탄도비행
- [무인] 1965년 1월 19일 제미니 2호 - 준궤도비행
- [유인] 1965년 3월 23일 제미니 3호 V.I.그리섬, J.W.영 미국의 첫 2인승 유인우주선
- [유인] 1965년 6월 3일 제미니 4호 제임스 맥디비트, 에드워드 화이트
- [유인] 1965년 8월 21일 제미니 5호 고든 쿠퍼, 피트 콘래드
- [유인] 1965년 12월 4일 제미니 7호 F.F.보먼, J.A.러벨
- [유인] 1965년 12월 15일 제미니 6A호 월리 시라, T.P.스태퍼드
- [유인] 1966년 3월 16일 제미니 8호 N.A.암스트롱, 데이비드 스콧
- [유인] 1966년 6월 3일 제미니 9A호 T.P.스태퍼드, E.A.서넌
- [유인] 1966년 7월 18일 제미니 10호 J.W.영, M.콜린스
- [유인] 1966년 9월 12일 제미니 11호 피트 콘래드, 리처드 고든
- [유인] 1966년 11월 11일 제미니 12호 J.A.러벨, E.E.올드린

## 같이 보기
- 아폴로 계획
- 스푸트니크 계획
- 머큐리 계획